# اورزولا لیلیگ
اورزولا لیلیگ (آلمانی: Ursula Lillig؛ ۲ سپتامبر ۱۹۳۸ – ۱۶ ژوئن ۲۰۰۴) بازیگر و صداپیشه اهل آلمان بود.